# Nuevo nacimiento
Nuevo nacimiento  o nacido de nuevo es un término utilizado en el cristianismo, basado en la creencia de la resurrección de Jesús. Este es un paso fundamental en el cristianismo evangélico, donde se le asocia con los conceptos de salvación, conversión y nacimiento espiritual.

## Origen
La frase se refiere a un pasaje en la Biblia donde Jesús explica que para entrar en el Reino de Dios, el hombre debe nacer de nuevo, del agua y del Espíritu, ser engendrado por Dios.
El encuentro de Pablo en el camino de Damasco con el Jesús resucitado es un ejemplo de un «nuevo nacimiento».

## Historia
En los siglos XVIII y XIX, la expresión y el concepto se convirtieron en un componente esencial del Cristianismo evangélico.

## Posiciones

### Catolicismo
El término nuevo nacimiento no es usado por el Catolicismo, quien identifica la regeneración con el sacramento del bautismo y, en cambio, habla de «bautizado».

### Anglicanismo
En el Anglicanismo, el nuevo nacimiento tiene lugar con el sacramento del bautismo.

### Luteranismo
En el luteranismo, el nuevo nacimiento se ve como una experiencia donde el Espíritu Santo renueva la fe de una persona en el bautismo.

### Cristianismo evangélico
En el cristianismo evangélico, el nuevo nacimiento es un elemento fundamental y uno de los principales signos distintivos. El término se refiere a la conversión religiosa para aquellos creyentes en Jesucristo. Significa arrepentimiento, que es reconocimiento, confesión y renuncia de pecado. Para los cristianos evangélicos, el nuevo nacimiento siempre ocurre antes del bautismo. En algunas corrientes es sinónimo del bautismo en el Espíritu Santo, mientras que en otras, como la pentecostal y movimiento carismático, son conceptos distintos.
Muchos cristianos evangélicos relatan emocionalmente una experiencia «sobrenatural» que los habría marcado profundamente, liberándoles de las dependencias y que habría borrado sus pecados.
Para algunas denominaciones evangélicas, es el comienzo de la santificación del creyente. Para otros, es una oportunidad de recibir la santificación completa.